# لیوادا (استان بورگاس)
لیوادا (به بلغاری: Livada) یک منطقهٔ مسکونی در بلغارستان است که در کامنو واقع شده‌است.